# The Rise and Rise of Bitcoin
The Rise and Rise of Bitcoin  é um documentário sobre o universo do Bitcoin. O documentário introduz o que é Bitcoin e seus sub-conceitos relacionados como  criptomoeda e mineração e mostra o histórico/evolução da moeda ao longo do tempo. A relação da mesma com a vida de uma série de personagens também é apresentada, como é o caso de Daniel Mross, um cientista da computação de 35 anos de Pittsburgh.
Ao longo do filme, também são mostradas as histórias de diferentes empresários e  startups que estão ajudando/ajudaram a determinar os rumos para este novo conceito monetário. Os vários sub-grupos na comunidade Bitcoin são apresentados e os impactos políticos e sociais da  criptomoeda são examinados.
O documentário está disponível para compra na Amazon  ou para  download no iTunes, e recebeu nota 7,3 de 10 no IMDb  (Fevereiro de 2015).

## Enredo
O filme inicia mostrando um pouco da história de Daniel e sua relação com a moeda, além de explicar como o Bitcoin surgiu como uma alternativa ao sistema bancário e possui um caráter descentralizado. Conceitos importantes para o entendimento da moeda são então introduzidos, como block-chain e mineração e um pouco de seu funcionamento é explicado.
Em seguida, a história da criação da moeda é explicada, e o fato de seu criador ser desconhecido é lembrado. A alta variação nos preços da moeda também é introduzida. O documentário cita que a moeda que valia alguns centavos em sua criação, atingiu equivalência com o dólar americano em fevereiro de 2011 e chegou a atingir o equivalente a trinta e um dólares em junho do mesmo ano, enquanto em outubro deste mesmo ano já havia despencado para o equivalente a dois dólares. A alta volatilidade da moeda fica clara ao longo do documentário. Além disso, o fato de não haver  direito do consumidor para  bitcoins roubados por  hackers também é citado.
A medida que o Bitcoin rompeu a marca dos cento e cinquenta dólares em abril de 2013, o documentário então começa a mostrar empreendedores e suas respectivas  startups que se tornaram milionários no mercado da moeda digital. A primeira startup introduzida é a BitInstant, fundada por Charlie Shrem e uma das primeiras no ramo. O objetivo da empresa era agilizar o processo de compra de  bitcoins. O filme mostra a falta de estrutura da empresa na época para lidar com o volume de requisições de novas transações que estava recebendo, dada a enorme crescente no valor da moeda. Charlie menciona, que o volume de requisições chegou a triplicar. Enquanto isso, Charlie externa sua preocupação com a reação do governo em relação ao Bitcoin e seu medo de ser preso.
Outra pessoa apresentada, é Jered Kenna, fundador e CEO da Tradehill. A Tradehill foi a primeira empresa americana de câmbio de Bitcoin e foi criada como uma alternativa a Mt. Gox, sediada no Japão. Após uma tentativa anterior frustrada, Jered em conjunto com Ryan Singer decidiu reabrir a empresa. Jered considerava, que não adiantava a tecnologia ser descentralizada e as transferências também, enquanto houvesse um único responsável pelo câmbio. Uma outra figura introduzida, é Mike Caldwell, criador das Bitcoin físicas ou moedas Casascius.
Uma outra empresa citada é a BitPay. Esta empresa, provê um serviço que permite comerciantes a aceitarem pagamentos em Bitcoin sem precisar lidar com as suas complexidades. O serviço é atrativo dado que as taxas cobradas são bem abaixo das cobradas por operadoras de cartão de crédito.
O documentário também apresenta o lado negativo do Bitcoin e o site de vendas ilícitas, Silk Road, é introduzido. É explicado que este site do  mercado negro aceita apenas transações utilizando Bitcoin, dado a dificuldade em rastrear as transações, o que traz uma certa mancha a imagem da moeda. Há inclusive uma entrevista com um traficante de drogas que se introduz como Mr. Bitcoin, ou Senhor Bitcoin em português.
Ao final do documentário, grande parte das empresas apresentadas ao longo do mesmo foram intimadas a prestar esclarecimentos ao departamento de serviços financeiros de Nova York. Devido a falta de regulamento, empresas como a BitInstant e a Tradehill precisaram suspender suas atividades. No caso do CEO da BitInstant, Charlie Shrem, a situação ainda ficou pior no início de 2014, uma vez que ele foi preso por lavagem de dinheiro relacionada as suas operações na BitInstant. A acusação alega que Charlie vendeu  bitcoins para um usuário do Silk Road. Outra notícia chocou a comunidade no início deste mesmo ano, a empresa de câmbio Mt. Gox foi alegadamente hackeada, causando um prejuízo de aproximadamente meio bilhão de dólares em  bitcoins. A empresa não resistiu ao episódio e acabou entrando em processo de falência.